# Loctudy
Loctudy é uma comuna francesa na região administrativa da Bretanha, no departamento Finisterra. Estende-se por uma área de 12,71 km². Em 2010 a comuna tinha 4 158 habitantes (densidade: 327,1 hab./km²).